# جراکو ده ناردو
جراکو ده ناردو (به ایتالیایی: Gracco De Nardo) بازیکن فوتبال و اهل ایتالیا است که از سال ۱۹۲۰ میلادی عضو تیم ملی فوتبال ایتالیا بوده و در ۲ بازی ملی حضور داشته‌است. او در بازی‌های ملی‌اش گلی به ثمر نرساند.
جراکو ده ناردو آخرین بازی ملی خود را در سال ۱۹۲۱ میلادی انجام داد.